# Цимбалист, Виктор Петрович
Виктор Петрович Цимбалист (укр. Віктор Петрович Цимбаліст; 25 января 1931, Червоное УССР (ныне Андрушёвский район, Житомирской области Украины) — 30 января 1998, Киев) — советский и украинский актёр. Народный артист УССР (1982). Лауреат премии Союза театральных деятелей Украины «Наш родовід» (1997).

## Биография
В 1952 году окончил Киевский государственный институт театрального искусства им. И. Карпенко-Карого (мастерская Гната Юры) (ныне Национальный академический драматический театр имени Ивана Франко).
В 1957 году окончил Киевскую консерваторию им. П. Чайковского (ныне Национальная музыкальная академия Украины имени П. И. Чайковского) (класс профессора Ивана Паторжинского).
Служил актёром Украинского национального драматического театра имени Ивана Франко.
Снимался в кино, выступал на радио.
Умер 30 января 1998 года в Киеве. Похоронен на Байковом кладбище.

## Избранные театральные роли
- Гриць («Ой, не ходи, Грицю, та й на вечорниці» М. Старицкого)
- Лейзер-Вольф, мясник («Тевье-Тевель» по пьесе Григория Горина «Поминальная молитва» (по мотивам произведений Шолом-Алейхема).

## Избранная фильмография
- 1956 — Кровавый рассвет — Семён Ворон
- 1956 — Главный проспект — эпизод
- 1959 — Весёлка — Роман
- 1962 — Свадьба Свечки / Свіччинє весілля (фильм-спектакль) — Иван Свечка, оружейник
- 1963 — Люди не всё знают — эпизод
- 1964 — Фараоны (фильм-спектакль) — Аристарх
- 1970 — Для домашнего очага — офицер
- 1974 — Кассандра (фильм-спектакль) — Синон
- 1978 — Две семьи (фильм-спектакль) — Самрось, гуляка и пьяница из богатой семьи
- 1985 — Диктатура (фильм-спектакль) — Сыроватка
- 1990 — Балаган — «Майстер»